# Dudhpokhari (Dholkha)
Dudhpokhari – gaun wikas samiti w środkowej części Nepalu w strefie Dźanakpur w dystrykcie Dholkha. Według nepalskiego spisu powszechnego z 2001 roku liczył on 299 gospodarstw domowych i 1606 mieszkańców (793 kobiet i 813 mężczyzn).